# Брамая
Брама́я (англ. Bramaia) — одне із 7 вождівств округу Камбія Північної провінції Сьєрра-Леоне. Адміністративний центр — містечко Кукуна.
Населення округу становить 36764 особи (2015; 25392 в 2004).